# Paradelphomyia (Oxyrhiza) mitra
Paradelphomyia (Oxyrhiza) mitra is een tweevleugelige uit de familie steltmuggen (Limoniidae). De soort komt voor in het Oriëntaals gebied.